# Pan American Fistball Association
Die Pan American Fistball Association (PAFA) ist der amerikanische Kontinentalverband der International Fistball Association (IFA) und dient dem Zusammenschluss der nationalen Faustballverbände Nord- und Südamerikas. Die PAFA wurde im November 2016 während der Südamerikameisterschaft in Llanquihue/Chile gegründet.

## Organisation

### Präsident
Seit dem 15. Oktober 2022 ist Gastão Englert aus Brasilien Präsident der Pan American Fistball Association (PAFA). Er wurde im Rahmen des PAFA-Kongresses in Novo Hamburgo als Nachfolger von Cristiane Süffert gewählt, die dem Verband seit der Gründung 2016 vorgestanden hatte. Englert vertritt die PAFA nach innen und außen.

### Präsidium PAFA
Zum aktuellen Präsidium der Pan American Fistball Association zählen fünf Personen.
| Name                   | Nationalität | Funktion               | seit       |
| ---------------------- | ------------ | ---------------------- | ---------- |
| Gastão Englert         | Brasilien    | Präsident              | 15.10.2022 |
| Cristiane Süffert      | Brasilien    | Vizepräsidentin        | 15.10.2022 |
| Mora Veliz             | Argentinien  | Generalsekretärin      | 15.10.2022 |
| Fernanda Hechentleiner | Chile        | Finanzdirektorin       | 15.10.2022 |
| Rejane Sinhori         | Brasilien    | Sportdirektorin        | 15.10.2022 |
| José Eltz              | Brasilien    | Schiedsrichterdirektor | 15.10.2022 |
| Cristóbal Mödinger     | Chile        | Mediendirektor         | 15.10.2022 |
| Federico Fritz         | Argentinien  | Entwicklungsdirektor   | 15.10.2022 |

## Mitgliedsverbände
Aktuell zählt die Pan American Fistball Association elf Mitgliedsverbände. Jüngstes Mitgliedsland ist seit Ende 2019 Haiti.
| Land                    | Verband                                         | Kürzel   |
| ----------------------- | ----------------------------------------------- | -------- |
| Argentinien             | Federacion Argentina de Faustball               | FAF      |
| Brasilien               | Confederacao Brasileira de Desportes Terrestres | C.B.D.T. |
| Chile                   | Federación Faustball Chile                      | FChF     |
| Dominikanische Republik | Federación Dominicana de Fistball               | FDF      |
| Haiti                   | Federation Haitienne Fistball                   |          |
| Kanada                  | Canada Fistball Federation                      |          |
| Kolumbien               | Federación Colombiana de Fistball               | FCF      |
| Trinidad und Tobago     | Fistball Association of Trinidad & Tobago       | FATT     |
| Vereinigte Staaten      | United States Fistball Association              | USFA     |
| Uruguay                 | Federacion Uruguaya de Faustbal                 | FUF      |
| Venezuela               | Asociación Venezolana de Fistball               |          |

## Wettbewerbe

### Nationalmannschaften
- Pan American Championships
- South American Championships

### Vereinsmannschaften
- Pan American Cup
- South American Cup

## WM-Teilnehmer

### Männer
| Jahr | Teilnehmer | Teilnehmer  | Teilnehmer | Teilnehmer         | Teilnehmer |
| ---- | ---------- | ----------- | ---------- | ------------------ | ---------- |
| 1968 | Brasilien  | Chile       | Kanada     |                    |            |
| 1972 | Brasilien  | Chile       |            |                    |            |
| 1976 | Brasilien  | Argentinien | Chile      |                    |            |
| 1979 | Brasilien  | Argentinien | Chile      |                    |            |
| 1982 | Brasilien  | Argentinien | Chile      |                    |            |
| 1986 | Brasilien  | Argentinien | Chile      |                    |            |
| 1990 | Brasilien  | Argentinien | Chile      | Uruguay            |            |
| 1992 | Brasilien  | Argentinien | Chile      | Uruguay            |            |
| 1995 | Brasilien  | Argentinien | Chile      |                    |            |
| 1999 | Brasilien  | Argentinien | Chile      | Vereinigte Staaten |            |
| 2003 | Brasilien  | Argentinien | Chile      |                    |            |
| 2007 | Brasilien  | Argentinien | Chile      | Vereinigte Staaten |            |
| 2011 | Brasilien  | Argentinien | Chile      | Vereinigte Staaten |            |
| 2015 | Brasilien  | Argentinien | Chile      | Vereinigte Staaten | Kolumbien  |
| 2019 | Brasilien  | Argentinien | Chile      | Vereinigte Staaten |            |

### Frauen
| Jahr | Teilnehmer | Teilnehmer  | Teilnehmer  | Teilnehmer         | Teilnehmer |
| ---- | ---------- | ----------- | ----------- | ------------------ | ---------- |
| 1994 | Brasilien  | Argentinien | Chile       | Uruguay            |            |
| 1998 | Brasilien  | Argentinien | Chile       |                    |            |
| 2002 | Brasilien  | Argentinien | Chile       |                    |            |
| 2006 | Brasilien  | Argentinien | Chile       |                    |            |
| 2010 | Brasilien  | Argentinien | Chile       |                    |            |
| 2014 | Brasilien  | Chile       | Argentinien | Vereinigte Staaten | Kolumbien  |
| 2016 | Brasilien  | Chile       | Argentinien |                    |            |
| 2018 | Brasilien  | Argentinien |             |                    |            |
| 2021 | Chile      |             |             |                    |            |